# Carcinopyga
Carcinopyga is een geslacht van vlinders van de familie spinneruilen (Erebidae), uit de onderfamilie Arctiinae.

## Soorten
- C. lichenigera Felder, 1874
- C. lindti Cerny, 1986
- C. proserpina Staudinger, 1887